# Нялмозеро
Ня́лмозеро (Нилмозеро, Няльмозеро) — озеро на территории Ведлозерского сельского поселения Пряжинского района Республики Карелия. Исток Нялмы.

## Общие сведения
Площадь озера — 10,5 км², площадь водосборного бассейна — 140 км². Располагается на высоте 92,0 метра над уровнем моря. Котловина ледникового происхождения.
Форма озера лопастная, продолговатая: вытянуто с северо-востока на юго-запад. Берега каменисто-песчаные, местами заболоченные.
Из южной оконечности озера вытекает река Нялма, впадающая в Ведлозеро.
Озеро отделено узким проливом от соседнего озера Кайназъярви. Также с востока в озеро втекает ручей Силагакйоки, берущий начало из озера Тильваярви.
В озере несколько островов различной площади, их количество может варьироваться в зависимости от уровня воды.
Рыба: щука, плотва, лещ, налим, окунь, ёрш.
Населённые пункты возле озера отсутствуют. Ближайший — деревня Куккойла — расположен в 8 км к ЮЮВ от озера.
Код объекта в государственном водном реестре — 01040300211102000014350.